# Mireille Enos
Mireille Enos, född 22 september 1975 i Houston, är en amerikansk film- och TV-skådespelare. Hon är mest känd för sina roller som Kathy och Jodeen Marquart i TV-serien Big Love, Sarah Linden i TV-serien The Killing och Karin Lane i filmen World War Z. 